# Veronica Briceag

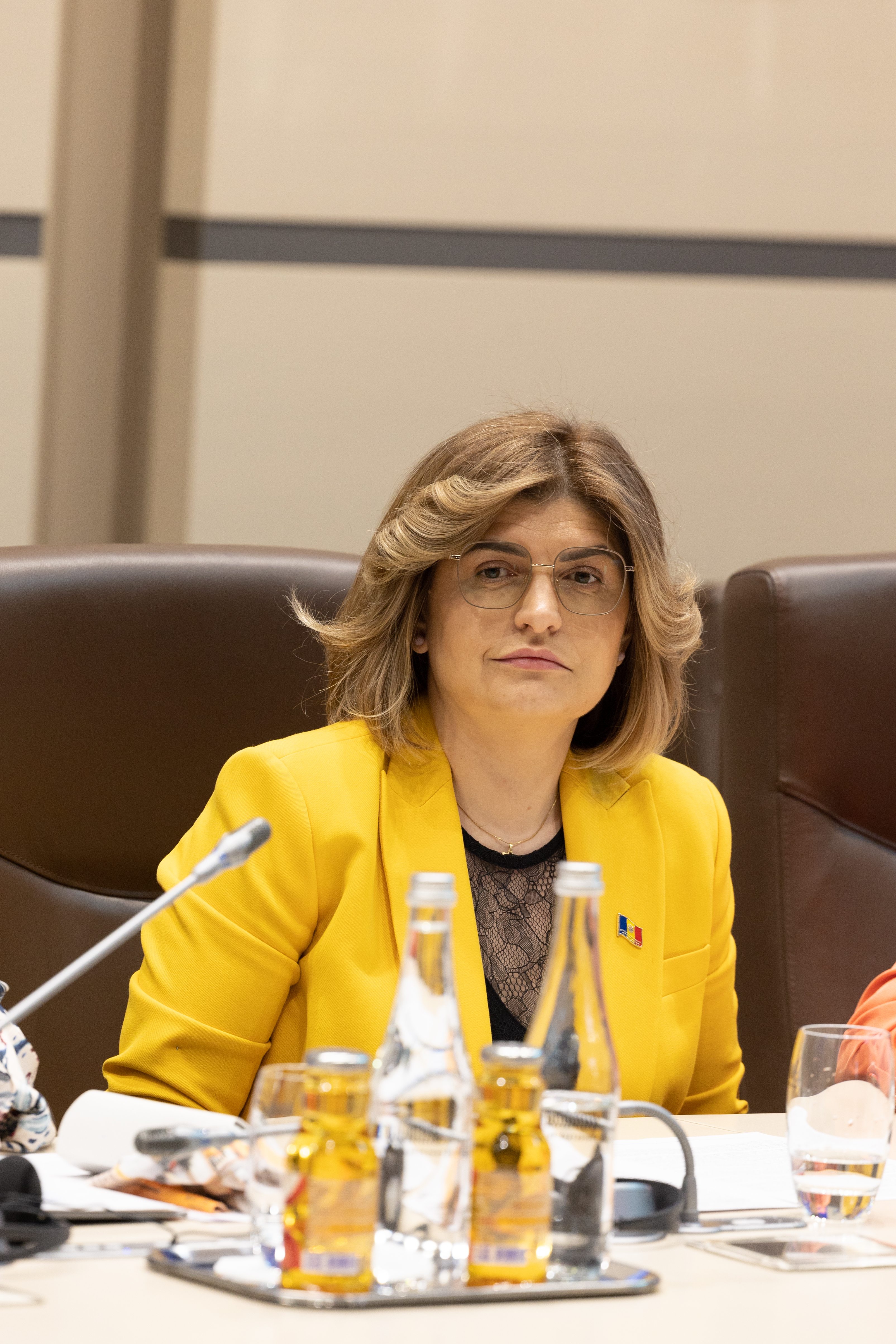
Veronica Briceag (8. Mai 2024)

Veronica Briceag (* 21. Februar 1981) ist eine Politikerin der Partidul Acțiune și Solidaritate (PAS) in der Republik Moldau, die seit 2024 Mitglied des Parlaments ist.

## Leben
Veronica Briceag absolvierte nach dem Schulbesuch von 1998 bis 2001 die Agrarindustrielle Fachhochschule (Colegiul Agroindrustrial) und begann daraufhin ein Studium an der Akademie für Wirtschaftswissenschaften ASEM (Academia de Studii Economice a Moldovei), welches sie 2005 mit einem Lizenziat in Wirtschaftswissenschaften beendete. Zugleich arbeitete zwischen dem 28. März 2002 und dem 7. Dezember 2021 als Buchhalterin der Privatwirtschaft. Nachdem sie 2019 der Partidul Acțiune și Solidaritate PAS (Partei der Aktion und Solidarität) beigetreten war, engagierte sie sich als Sekretärin und Vorsitzende der Frauenorganisation der PAS in Chișinău. Am 8. Dezember 2021 wechselte sie von der Privatwirtschaft in den öffentlichen Dienst und war zunächst bis zum 12. Dezember 2022 Leiter der Buchhaltungsabteilung des Umweltministeriums. Im Anschluss fungierte sie zwischen dem 13. Dezember 2022 und dem 16. Februar 2024 als Kabinettschefin von Umweltministerin Rodica Iordanov. 2022 begann sie zudem ein postgraduales Studium der Verwaltungswissenschaften am Institut für öffentliche Verwaltung (Institutul de Administrare Publică) der Staatlichen Universität Moldau (USM) und schloss dieses mit einem Master of Public Administration ab. 
Am 16. Februar 2024 wurde Veronica Briceag als Nachrückerin von Galina Sajin für die PAS im Wahlbündnis ACUM Platforma DA și PAS Mitglied des Parlaments (Parlamentul Republicii Moldova). Im Parlament ist sie derzeit Mitglied der Kommission für Umwelt, Klima und grünen Wandel (Comisia mediu, climă și tranziție verde) und engagiert sich darüber hinaus als Mitglied der Freundschaftsgruppen mit dem Belgien, dem Königreich Dänemark, dem Königreich Norwegen, dem Königreich Spanien sowie der Republik Österreich.